# Кент Нільсен
Кент Нільсен (дан. Kent Nielsen, нар. 28 грудня 1961, Фредеріксберг) — колишній данський футболіст, що грав на позиції захисника. По завершенні ігрової кар'єри — футбольний тренер.
Виступав, зокрема, за «Брондбю» та «Астон Віллу», а також національну збірну Данії. У складі збірної — чемпіон Європи. Син колишнього данського футболіста Еріка Нільсена. 

## Клубна кар'єра
У дорослому футболі дебютував 1980 року виступами за «Броншой», в якому провів шість сезонів, взявши участь у 230 матчах чемпіонату.
На початку 1987 року Кент перейшов до «Брондбю». З новим клубом він двічі виграв данську Суперлігу та завоював Кубок Данії.
Влітку 1989 року Нільсен перейшов в англійську «Астон Віллу». Сума трансферу склала £ 500 тис. Він одразу ж став основним футболістом команди, але з приходом нового тренера Рона Аткінсона 1991 року, Нільсен втратив місце в основі та повернувся на батьківщину. Новим клубом Кента став «Орхус», з яким він вдруге в кар'єрі виграв Кубок Данії. 1994 року Нільсен завершив кар'єру та незабаром став тренером. 

## Виступи за збірну
5 жовтня 1983 року дебютував в офіційних матчах у складі національної збірної Данії у матчі проти збірної Польщі.
1986 року він був включений в заявку на участь в чемпіонаті світу у Мексиці. На турнір Кент поїхав як футболіст резерву і на поле так і не вийшов. З приходом 1990 року нового тренера Ріхарда Меллера-Нільсена Кент Нільсен став основним гравцем збірної. 1992 року Нільсен у складі національної команди взяв участь в чемпіонаті Європи у Швеції і став переможцем турніру. На турнірі він зіграв у чотирьох матчах проти збірних Англії, Швеції, Франції  та Німеччини. Одразу після першості Європи Кент завершив кар'єру у збірній. 
Протягом кар'єри у національній команді, яка тривала 10 років, провів у формі головної команди країни 54 матчі, забивши 3 голи.

## Кар'єра тренера
Розпочав тренерську кар'єру, повернувшись до футболу після невеликої перерви у квітні 2000 року, увійшовши до тренерського штабу клубу «Орхус», де став асистентом Ларса Лундквіста. Команда зберегла прописку в еліті, але по завершенні сезону Лундквіст разом зі штабом покинув клуб.
2001 року він був призначений тренером «Хорсенса», який виступав у Першому дивізіоні Данії. За підсумками сезону 2005-06 Нільсен зумів вивести команду до Суперліги, через що у 2006 році він був названий данським тренером року. В сезоні 2007-08 його команда закінчила в історичному п'ятому місці, незважаючи на те, що клуб мав один з найнижчих бюджетів в елітному дивізіоні.
Досягнення Нільсена з «Хорсенсом» привернули увагу інших клубів. У січні 2009 року він підписав контракт з його колишнім клубом «Брондбю» на чотири роки. Проте в новій команді у Кента справи не пішли — він здобув лише 17 перемог в 38 іграх і в березні 2010 року він був звільнений, після поразки 1:3 від «Коге».
11 жовтня 2010 року Нільсен став тренером «Ольборга». У сезоні 2013-14 Кент зробив «золотий дубль», привівши команду до перемог у Суперлізі та національному кубку. Проте наступного сезону «Ольборг» не лише не захистив титул чемпіона Данії, але й не пробився до зони єврокубків, посівши п'яте місце у тогорічній першості. Після цього невдалого сезону Нільсен залишив клуб.
Протягом 2015–2018 років працював очільником тренерського штабу «Оденсе».

## Титули і досягнення

### Як гравець
- Чемпіон Данії (2):

«Брондбю»: 1987, 1988
- Володар Кубка Данії (2):

«Брондбю»: 1988-89
«Орхус»: 1991-92
- Чемпіон Європи (1):

Данія: 1992

### Як тренер
- Чемпіон Данії (1):

«Брондбю»: 2013-14
- Володар Кубка Данії (2):

«Брондбю»: 2013-14
«Сількеборг»: 2023-24
- Тренер року в Данії: 2006